# Lipe (Smederevo)
Pour les articles homonymes, voir Lipe.
Lipe (en serbe cyrillique : Липе) est une localité de Serbie située sur le territoire de la Ville de Smederevo, district de Podunavlje. Au recensement de 2011, elle comptait 3 077 habitants.
Lipe est officiellement classé parmi les villages de Serbie.

## Démographie

### Évolution historique de la population
| 1948  | 1953  | 1961  | 1971  | 1981  | 1991  | 2002  | 2011  |
| ----- | ----- | ----- | ----- | ----- | ----- | ----- | ----- |
| 3 761 | 4 067 | 4 574 | 5 247 | 3 900 | 3 859 | 3 338 | 3 077 |

|  |